# Marstrand
Marstrand è una città della Svezia, frazione del comune di Kungälv, nella contea di Västra Götaland. Ha una popolazione di 1.432 abitanti.